# Копиграфија
Копиграфија је једна релативно нова мало раширена графичка техника. Копиграфичар ради у комбинацији са другим медијима углавном са фотокопир апаратом (црно- бело или у боји). Употребљавају се функције које има фотокопирни апарат као што су мозаик, зум, светлост, контраст итд- као ефекти који се понављањем могу појачати или смањивати Уметник је ограничен у својим акцијама због тога што савремени фотокопирни апарати бивају тако конструисани да дају увек једнаку и тачно репродукцију.
Копиграфија као уметност у Европи није снажно развијена и много је познатија под именом Копи арт у енглеском језичком подручју у Канади и САД где је популарна.